# Адміністративний поділ Марокко

Мапа регіонів Марокко

Територія Королівства Марокко з 4 вересня 2015 року поділяється на 12 регіонів (араб. جهة; фр. région), що є адміністративними одиницями першого рівня. Три з них повністю чи частково займають спірну територію Західної Сахари.
Адміністративними одиницями другого рівня є 13 префектур та 62 провінції. Вони, зі свого боку, поділяються на адміністративні одиниці третього рівня: арондісмани, комуни, міські комуни та сільські комуни.

## Таблиця даних по регіонах
| № на мапі | Регіон                        | Адміністративний центр | Адміністративні одиниці          | Адміністративні одиниці | Чисельність населення (2014) | Чисельність населення (2014) | Площа      | Площа | Густина населення, осіб/км² |
| № на мапі | Регіон                        | Адміністративний центр | Кількість провінцій та префектур | Кількість комун         | Чисельність населення        | %                            | Площа, км² | %     | Густина населення, осіб/км² |
| --------- | ----------------------------- | ---------------------- | -------------------------------- | ----------------------- | ---------------------------- | ---------------------------- | ---------- | ----- | --------------------------- |
| 1         | Танжер — Тетуан — Ель-Хосейма | Танжер                 | 7                                | 110                     | 3 556 729                    | 10,51                        | 15 090     | 2,04  | 235,7                       |
| 2         | Східний                       | Уджда                  | 8                                | 147                     | 2 314 346                    | 6,84                         | 82 820     | 11,17 | 27,94                       |
| 3         | Фес — Мекнес                  | Фес                    | 9                                | 194                     | 4 236 892                    | 12,52                        | 47 705     | 6,43  | 88,81                       |
| 4         | Рабат — Сале — Кенітра        | Рабат                  | 7                                | 114                     | 4 580 866                    | 13,53                        | 18 385     | 2,48  | 249,16                      |
| 5         | Бені-Меллаль — Хеніфра        | Бені-Меллаль           | 6                                | 164                     | 2 520 776                    | 7,45                         | 33 208     | 4,48  | 75,91                       |
| 6         | Касабланка — Сеттат           | Касабланка             | 9                                | 153                     | 6 861 739                    | 20,27                        | 20 166     | 2,72  | 340,26                      |
| 7         | Марракеш — Сафі               | Марракеш               | 8                                | 251                     | 4 520 569                    | 13,36                        | 38 445     | 5,19  | 117,59                      |
| 8         | Драа — Тафілалет              | Ер-Рашидія             | 5                                | 109                     | 1 635 008                    | 4,83                         | 105 383    | 14,21 | 15,51                       |
| 9         | Сус — Масса                   | Агадир                 | 6                                | 175                     | 2 676 847                    | 7,91                         | 51 642     | 6,97  | 51,83                       |
| 10        | Гельмім — Уед-Нун¹            | Гельмім                | 4                                | 53                      | 433 757                      | 1,28                         | 64 473     | 6,97  | 8,4                         |
| 11        | Ель-Аюн — Сакія-ель-Хамра¹    | Ель-Аюн                | 4                                | 20                      | 367 758                      | 1,09                         | 121 219    | 16,35 | 3,03                        |
| 12        | Дахла — Уед-ед-Дагаб²         | Дахла                  | 2                                | 13                      | 142 955                      | 0,42                         | 142 865    | 19,27 | 1                           |
| Всього    | Всього                        | Всього                 | 75                               | 1503                    | 33 848 242                   | 100                          | 741 401    | 100   | 45,65                       |

¹ — частково в межах спірної території Західної Сахари
² — повністю в межах спірної території Західної Сахари